# Rui Patrício
Rui Pedro dos Santos Patrício, noto semplicemente come Rui Patrício (Leiria, 15 febbraio 1988), è un calciatore portoghese, portiere svincolato. Con la nazionale portoghese è diventato campione d'Europa nel 2016 e ha vinto la UEFA Nations League 2018-2019.
È primatista di presenze (93) con lo Sporting Lisbona nelle competizioni UEFA per club.

## Biografia
Nato a Marrazes, nel comune di Leiria, nella città gli è stata fatta una statua raffigurante la sua parata su Antoine Griezmann che ha consentito ai lusitani di battere la Francia nella finale degli Europei 2016.
Sposato con la psicologa (oltreché sessuologa) Vera Ribeiro, la coppia ha avuto due figli (Vera e Pedro).

## Caratteristiche tecniche
Considerato tra i migliori portieri della sua generazione, ha iniziato la propria carriera come attaccante nelle giovanili del Leiria e Marrazes. Dotato di ottimi riflessi, è bravo a parare rigori. Dotato di buona personalità, è bravo anche nel gioco con i piedi, fondamentale in cui è migliorato con il tempo durante la sua carriera calcistica.

## Carriera

### Club

#### Gli inizi, Sporting Lisbona
Cresciuto nel vivaio del Lieria e Mazzares, nel 2000 è entrato nelle giovanili dello Sporting Lisbona su segnalazione di Aurélio Pereira. debutta in prima squadra il 19 novembre 2006 contro il Marítimo. Conseguentemente alla partenza di Ricardo verso il Real Betis, è riuscito a guadagnarsi il posto da titolare battendo la concorrenza del veterano Tiago Ferreira e del serbo Stojković. Il 4 agosto 2009 fu protagonista nel gol che fissò il risultato sull'1-1 contro gli olandesi del Twente nel turno preliminare di Champions League al 95º minuto, rete che permise così alla squadra di accedere agli spareggi di Champions League. Successivamente la marcatura verrà assegnata, come autorete, al difensore avversario Peter Wisgerhof. Conquista il terzo posto nel 2016 nella lista stilata dall'IFFHS, oltre a essere stato nella lista dei 30 giocatori candidati per il Pallone d'Oro. In occasione del pareggio per 1-1 col Moreirense, Rui Patrício gioca la sua 300ª partita in Liga portoghese.

#### Wolverhampton
Il 18 giugno 2018 firma un contratto quadriennale col Wolverhampton. Sceglie di indossare la maglia numero 11, lasciando libera la numero 1 in onore del nigeriano Carl Ikeme, storico portiere del Wolverhampton, ritiratosi a causa di una grave leucemia. Disputa la sua prima partita con la maglia dei Wolves l'11 agosto seguente, esordendo in Premier League in occasione del match contro l'Everton, pareggiato 2-2.
Titolare degli Wolves negli anni, il 19 febbraio 2021 raggiunge quota 100 presenze con il club in occasione del successo per 1-0 contro il Leeds Utd. Durante la partita tra il Wolverhampton ed il Liverpool, giocata il 15 marzo seguente e vinta dagli ospiti per 0-1, subisce una ginocchiata in testa dal compagno di squadra Conor Coady e viene trasportato in grave condizioni fuori dallo stadio. Il 2 aprile, dopo avere saltato le partite della nazionale, torna in campo in occasione della sconfitta per 2-3 contro il West Ham Utd.

#### Roma
Il 13 luglio 2021, a 33 anni, viene ufficializzato il suo passaggio a titolo definitivo alla Roma, a fronte di un corrispettivo fisso pari a 11,5 milioni di euro. Il 19 agosto seguente fa il suo debutto in giallorosso, nonché in UEFA Conference League, in occasione della vittoria esterna sul Trabzonspor (1-2). Esordisce in Serie A il 22 agosto 2021, in occasione del successo casalingo sulla Fiorentina (3-1). Il 25 maggio 2022 corona la sua prima annata italiana con la conquista della Conference League, disputando da titolare la finale vinta contro il Feyenoord (1-0).
Titolare anche nella stagione 2022-2023, raggiunge la finale di Europa League, in cui i giallorossi sono stati sconfitti dal Siviglia.
Nel 2023-2024, dopo un'iniziale alternanza con Mile Svilar (con Patrício titolare in campionato e Svilar nelle coppe), a seguito di alcune prestazioni negative a febbraio perde il posto da titolare in favore del serbo. Al termine della stagione rimane svincolato e lascia il club dopo aver messo insieme 129 presenze in tre stagioni.

#### Atalanta
Il 27 agosto 2024 firma un contratto annuale con l'Atalanta, dove ricopre il ruolo di secondo portiere dietro Marco Carnesecchi. Fa il suo esordio con i bergamaschi il 18 dicembre , giocando da titolare la partita degli ottavi di Coppa Italia contro il Cesena, vinta per 6-1. Il 1ºfebbraio 2025 esordisce da titolare in campionato, nella partita casalinga contro il Torino, pareggiata per 1-1. Dopo aver collezionato 6 partite complessive, il 31 maggio 2025 risolve il suo contratto con i bergamaschi.

#### Al Ain
Poche ore dopo essere rimasto libero, viene annunciato il suo ingaggio da parte dell'Al-Ain, squadra emiratina, con cui ha partecipato alla Coppa del mondo per club FIFA 2025. Il 18 giugno viene schierato titolare contro la Juventus, match valido per la prima giornata della Coppa del mondo, subendo cinque reti.

### Nazionale

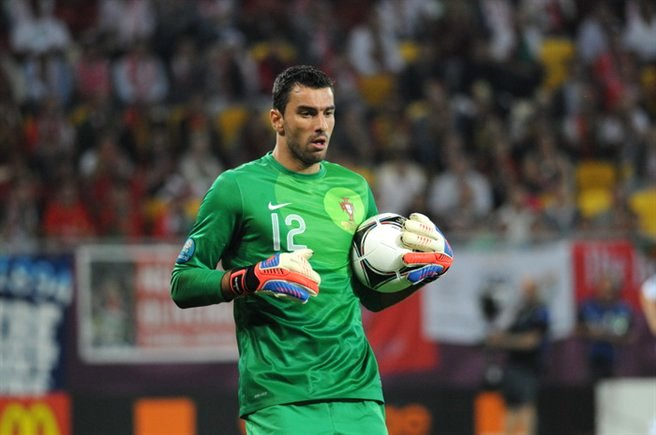
Rui Patrício in nazionale a Euro 2012

Sebbene non avesse ancora esordito in Nazionale, viene inserito nella rosa lusitana che prende parte all'Europeo 2008 in sostituzione dell'infortunato Quim.
Nel 2010 viene inserito nell'elenco dei pre-convocati di Carlos Queiroz per il Mondiale 2010, ma viene escluso dalla lista definitiva.
Debutta con il Portogallo il 17 novembre 2010, a 22 anni, nel secondo tempo della sfida amichevole vinta per 4-0 contro la Spagna. Preferito al compagno Eduardo (anche a causa del rendimento sotto le attese di quest'ultimo al Genoa) dal neoallenatore Paulo Bento, viene convocato come titolare per l'Europeo 2012, in cui il Portogallo si arrende in semifinale alla Spagna, futura vincitrice del torneo, ai calci di rigore.
Convocato per il Mondiale 2014, gioca solo una delle tre partite disputate dai lusitani nel torneo (ovvero quella persa per 4-0 contro la Germania futura vincitrice) a causa di un infortunio.
Con il nuovo CT Fernando Santos partecipa, da titolare, all'Europeo 2016, che vede il Portogallo prevalere in finale sui padroni di casa della Francia. Autore di ottime prestazioni, Rui Patrício viene inserito nella formazione ideale del torneo. Inoltre, considerando sia le qualificazioni sia la fase finale della competizione, è l'unico calciatore portoghese ad aver disputato per intero tutte le 15 partite della propria squadra.
Viene convocato come primo portiere al Mondiale 2018 in Russia. I portoghesi vengono eliminati agli ottavi dall'Uruguay, con Patricio che è stato protagonista del secondo posto ai gironi dei lusitani nel successo per 1-0 contro il Marocco.
Il 17 novembre 2018 indossa per la prima volta la fascia di capitano della selezione lusitana durante la sfida di Nations League pareggiata per 0-0 in casa dell'Italia. Il 9 giugno 2019, in occasione della finale della manifestazione contro i Paesi Bassi (vinta 1-0), raggiunge quota 81 presenze, diventando il portiere più presente nella storia del Portogallo superando Vítor Baía.
Convocato per l'Europeo 2020 (disputato nel 2021 a causa della pandemia da COVID-19), in quest'occasione il Portogallo non ha ripetuto quanto fatto nel 2016 venendo eliminato agli ottavi dal Belgio. Il 12 ottobre 2021, raggiunge quota 100 presenze in nazionale, nel successo per 5-0 contro il Lussemburgo.
L'anno seguente viene incluso nella rosa portoghese partecipante al Mondiale 2022 in Qatar. In questa occasione viene tuttavia relegato a secondo portiere dietro il più giovane Diogo Costa.
Infine, a 36 anni, viene convocato anche per l'Europeo 2024, nel quale funge nuovamente da secondo di Diogo Costa.

## Statistiche

### Presenze e reti nei club
Statistiche aggiornate al 26 giugno 2025.
| Stagione                | Squadra                 | Campionato              | Campionato | Campionato | Coppe nazionali | Coppe nazionali | Coppe nazionali | Coppe continentali | Coppe continentali | Coppe continentali | Altre coppe | Altre coppe | Altre coppe | Totale | Totale |
| Stagione                | Squadra                 | Comp                    | Pres       | Reti       | Comp            | Pres            | Reti            | Comp               | Pres               | Reti               | Comp        | Pres        | Reti        | Pres   | Reti   |
| ----------------------- | ----------------------- | ----------------------- | ---------- | ---------- | --------------- | --------------- | --------------- | ------------------ | ------------------ | ------------------ | ----------- | ----------- | ----------- | ------ | ------ |
| 2006-2007               | Sporting Lisbona        | PL                      | 1          | 0          | CP+CdL          | 0               | 0               | UCL                | 0                  | 0                  | -           | -           | -           | 1      | 0      |
| 2007-2008               | Sporting Lisbona        | PL                      | 20         | -20        | CP+CdL          | 5+3             | -4 + -1         | UCL+CU             | 2+6                | -2 + -3            | SP          | 0           | 0           | 36     | -30    |
| 2008-2009               | Sporting Lisbona        | PL                      | 25         | -13        | CP+CdL          | 0+1             | -1              | UCL                | 6                  | -14                | SP          | 1           | 0           | 33     | -28    |
| 2009-2010               | Sporting Lisbona        | PL                      | 30         | -26        | CP+CdL          | 3+4             | -9 + -6         | UCL+UEL            | 4+10               | -4 + -10           | -           | -           | -           | 51     | -55    |
| 2010-2011               | Sporting Lisbona        | PL                      | 30         | -31        | CP+CdL          | 2+3             | -2 + -2         | UEL                | 8                  | -6                 | -           | -           | -           | 43     | -41    |
| 2011-2012               | Sporting Lisbona        | PL                      | 28         | -24        | CP+CdL          | 6+0             | -4              | UEL                | 13                 | -13                | -           | -           | -           | 47     | -41    |
| 2012-2013               | Sporting Lisbona        | PL                      | 30         | -36        | CP+CdL          | 1+1             | -3 + -3         | UEL                | 7                  | -10                | -           | -           | -           | 39     | -52    |
| 2013-2014               | Sporting Lisbona        | PL                      | 30         | -20        | CP+CdL          | 1+0             | -4              | -                  | -                  | -                  | -           | -           | -           | 31     | -24    |
| 2014-2015               | Sporting Lisbona        | PL                      | 33         | -29        | CP+CdL          | 4+0             | -5              | UCL+UEL            | 6+2                | -12 + -2           | -           | -           | -           | 45     | -48    |
| 2015-2016               | Sporting Lisbona        | PL                      | 34         | -19        | CP+CdL          | 3+0             | -5              | UCL+UEL            | 2+7                | -4 + -11           | SP          | 1           | 0           | 47     | -39    |
| 2016-2017               | Sporting Lisbona        | PL                      | 31         | -34        | CP+CdL          | 1+0             | 0               | UCL                | 6                  | -8                 | -           | -           | -           | 38     | -42    |
| 2017-2018               | Sporting Lisbona        | PL                      | 34         | -24        | CP+CdL          | 5+3             | -4 + -2         | UCL+UEL            | 8+6                | -10 + -8           | -           | -           | -           | 56     | -48    |
| Totale Sporting Lisbona | Totale Sporting Lisbona | Totale Sporting Lisbona | 326        | -276       |                 | 46              | -55             |                    | 93                 | -117               |             | 2           | 0           | 467    | -448   |
| 2018-2019               | Wolverhampton           | PL                      | 37         | -46        | FACup+CdL       | 0               | 0               | -                  | -                  | -                  | -           | -           | -           | 37     | -46    |
| 2019-2020               | Wolverhampton           | PL                      | 38         | -40        | FACup+CdL       | 0               | 0               | UEL                | 15                 | -14                | -           | -           | -           | 53     | -54    |
| 2020-2021               | Wolverhampton           | PL                      | 37         | -51        | FACup+CdL       | 0               | 0               | -                  | -                  | -                  | -           | -           | -           | 37     | -51    |
| Totale Wolverhampton    | Totale Wolverhampton    | Totale Wolverhampton    | 112        | -137       |                 | 0               | 0               |                    | 15                 | -14                |             | -           | -           | 127    | -151   |
| 2021-2022               | Roma                    | A                       | 38         | -43        | CI              | 2               | -3              | UECL               | 14                 | -14                | -           | -           | -           | 54     | -60    |
| 2022-2023               | Roma                    | A                       | 35         | -35        | CI              | 2               | -2              | UEL                | 14                 | -9                 | -           | -           | -           | 51     | -46    |
| 2023-2024               | Roma                    | A                       | 23         | -27        | CI              | 1               | -1              | UEL                | 0                  | 0                  | -           | -           | -           | 24     | -28    |
| Totale Roma             | Totale Roma             | Totale Roma             | 96         | -105       |                 | 5               | -6              |                    | 28                 | -23                |             | -           | -           | 129    | -134   |
| 2024-2025               | Atalanta                | A                       | 3          | -3         | CI              | 2               | -1              | UCL                | 1                  | -2                 | SI+SU       | 0           | 0           | 6      | -6     |
| giu.-lug. 2025          | Al-Ain                  | PL                      | -          | -          | CUAE+CdL        | -               | -               | ACL                | -                  | -                  | CI+Cmc      | 0+2         | 0 + -6      | 2      | -6     |
| Totale carriera         | Totale carriera         | Totale carriera         | 537        | -521       |                 | 53              | -62             |                    | 137                | -156               |             | 4           | -6          | 731    | -745   |

### Cronologia presenze e reti in nazionale
| Cronologia completa delle presenze e delle reti in nazionale ― Portogallo | Cronologia completa delle presenze e delle reti in nazionale ― Portogallo | Cronologia completa delle presenze e delle reti in nazionale ― Portogallo | Cronologia completa delle presenze e delle reti in nazionale ― Portogallo | Cronologia completa delle presenze e delle reti in nazionale ― Portogallo | Cronologia completa delle presenze e delle reti in nazionale ― Portogallo | Cronologia completa delle presenze e delle reti in nazionale ― Portogallo | Cronologia completa delle presenze e delle reti in nazionale ― Portogallo |
| Data                                                                      | Città                                                                     | In casa                                                                   | Risultato                                                                 | Ospiti                                                                    | Competizione                                                              | Reti                                                                      | Note                                                                      |
| ------------------------------------------------------------------------- | ------------------------------------------------------------------------- | ------------------------------------------------------------------------- | ------------------------------------------------------------------------- | ------------------------------------------------------------------------- | ------------------------------------------------------------------------- | ------------------------------------------------------------------------- | ------------------------------------------------------------------------- |
| 17-11-2010                                                                | Lisbona                                                                   | Portogallo                                                                | 4 – 0                                                                     | Spagna                                                                    | Amichevole                                                                | -                                                                         | 46’                                                                       |
| 9-2-2011                                                                  | Ginevra                                                                   | Portogallo                                                                | 1 – 2                                                                     | Argentina                                                                 | Amichevole                                                                | -1                                                                        | 46’                                                                       |
| 26-3-2011                                                                 | Leiria                                                                    | Portogallo                                                                | 1 – 1                                                                     | Cile                                                                      | Amichevole                                                                | -1                                                                        |                                                                           |
| 10-8-2011                                                                 | Faro                                                                      | Portogallo                                                                | 5 – 0                                                                     | Lussemburgo                                                               | Amichevole                                                                | -                                                                         |                                                                           |
| 2-9-2011                                                                  | Larnaca                                                                   | Cipro                                                                     | 0 – 4                                                                     | Portogallo                                                                | Amichevole                                                                | -                                                                         |                                                                           |
| 7-10-2011                                                                 | Porto                                                                     | Portogallo                                                                | 5 – 3                                                                     | Islanda                                                                   | Qual. Euro 2012                                                           | -3                                                                        |                                                                           |
| 11-10-2011                                                                | Copenaghen                                                                | Danimarca                                                                 | 2 – 1                                                                     | Portogallo                                                                | Qual. Euro 2012                                                           | -2                                                                        |                                                                           |
| 11-11-2011                                                                | Zenica                                                                    | Bosnia ed Erzegovina                                                      | 0 – 0                                                                     | Portogallo                                                                | Qual. Euro 2012                                                           | -                                                                         |                                                                           |
| 15-11-2011                                                                | Lisbona                                                                   | Portogallo                                                                | 6 – 2                                                                     | Bosnia ed Erzegovina                                                      | Qual. Euro 2012                                                           | -2                                                                        |                                                                           |
| 29-2-2012                                                                 | Varsavia                                                                  | Polonia                                                                   | 0 – 0                                                                     | Portogallo                                                                | Amichevole                                                                | -                                                                         |                                                                           |
| 2-6-2012                                                                  | Lisbona                                                                   | Portogallo                                                                | 1 – 3                                                                     | Turchia                                                                   | Amichevole                                                                | -2                                                                        | 71’                                                                       |
| 9-6-2012                                                                  | Leopoli                                                                   | Germania                                                                  | 1 – 0                                                                     | Portogallo                                                                | Euro 2012 - 1º turno                                                      | -1                                                                        |                                                                           |
| 13-6-2012                                                                 | Leopoli                                                                   | Danimarca                                                                 | 2 – 3                                                                     | Portogallo                                                                | Euro 2012 - 1º turno                                                      | -2                                                                        |                                                                           |
| 17-6-2012                                                                 | Charkiv                                                                   | Portogallo                                                                | 2 – 1                                                                     | Paesi Bassi                                                               | Euro 2012 - 1º turno                                                      | -1                                                                        |                                                                           |
| 21-6-2012                                                                 | Varsavia                                                                  | Rep. Ceca                                                                 | 0 – 1                                                                     | Portogallo                                                                | Euro 2012 - Quarti di finale                                              | -                                                                         |                                                                           |
| 27-6-2012                                                                 | Donec'k                                                                   | Portogallo                                                                | 0 – 0 dts (2 - 4 dtr)                                                     | Spagna                                                                    | Euro 2012 - Semifinale                                                    | -                                                                         |                                                                           |
| 7-9-2012                                                                  | Lussemburgo                                                               | Lussemburgo                                                               | 1 – 2                                                                     | Portogallo                                                                | Qual. Mondiali 2014                                                       | -1                                                                        |                                                                           |
| 11-9-2012                                                                 | Braga                                                                     | Portogallo                                                                | 3 – 0                                                                     | Azerbaigian                                                               | Qual. Mondiali 2014                                                       | -                                                                         |                                                                           |
| 12-10-2012                                                                | Mosca                                                                     | Russia                                                                    | 1 – 0                                                                     | Portogallo                                                                | Qual. Mondiali 2014                                                       | -1                                                                        |                                                                           |
| 16-10-2012                                                                | Porto                                                                     | Portogallo                                                                | 1 – 1                                                                     | Irlanda del Nord                                                          | Qual. Mondiali 2014                                                       | -1                                                                        |                                                                           |
| 22-3-2013                                                                 | Tel Aviv                                                                  | Israele                                                                   | 3 – 3                                                                     | Portogallo                                                                | Qual. Mondiali 2014                                                       | -3                                                                        |                                                                           |
| 26-3-2013                                                                 | Baku                                                                      | Azerbaigian                                                               | 0 – 2                                                                     | Portogallo                                                                | Qual. Mondiali 2014                                                       | -                                                                         |                                                                           |
| 7-6-2013                                                                  | Lisbona                                                                   | Portogallo                                                                | 1 – 0                                                                     | Russia                                                                    | Qual. Mondiali 2014                                                       | -                                                                         |                                                                           |
| 6-9-2013                                                                  | Belfast                                                                   | Irlanda del Nord                                                          | 2 – 4                                                                     | Portogallo                                                                | Qual. Mondiali 2014                                                       | -2                                                                        |                                                                           |
| 11-9-2013                                                                 | Foxborough                                                                | Brasile                                                                   | 3 – 1                                                                     | Portogallo                                                                | Amichevole                                                                | -3                                                                        |                                                                           |
| 11-10-2013                                                                | Lisbona                                                                   | Portogallo                                                                | 1 – 1                                                                     | Israele                                                                   | Qual. Mondiali 2014                                                       | -1                                                                        |                                                                           |
| 15-10-2013                                                                | Coimbra                                                                   | Portogallo                                                                | 3 – 0                                                                     | Lussemburgo                                                               | Qual. Mondiali 2014                                                       | -                                                                         |                                                                           |
| 15-11-2013                                                                | Lisbona                                                                   | Portogallo                                                                | 1 – 0                                                                     | Svezia                                                                    | Qual. Mondiali 2014                                                       | -                                                                         |                                                                           |
| 19-11-2013                                                                | Stoccolma                                                                 | Svezia                                                                    | 2 – 3                                                                     | Portogallo                                                                | Qual. Mondiali 2014                                                       | -2                                                                        |                                                                           |
| 11-6-2014                                                                 | East Rutherford                                                           | Portogallo                                                                | 5 – 1                                                                     | Irlanda                                                                   | Amichevole                                                                | -1                                                                        |                                                                           |
| 16-6-2014                                                                 | Salvador                                                                  | Germania                                                                  | 4 – 0                                                                     | Portogallo                                                                | Mondiali 2014 - 1º turno                                                  | -4                                                                        |                                                                           |
| 7-9-2014                                                                  | Aveiro                                                                    | Portogallo                                                                | 0 – 1                                                                     | Albania                                                                   | Qual. Euro 2016                                                           | -1                                                                        |                                                                           |
| 11-10-2014                                                                | Saint-Denis                                                               | Francia                                                                   | 2 – 1                                                                     | Portogallo                                                                | Amichevole                                                                | -2                                                                        |                                                                           |
| 14-10-2014                                                                | Copenaghen                                                                | Danimarca                                                                 | 0 – 1                                                                     | Portogallo                                                                | Qual. Euro 2016                                                           | -                                                                         |                                                                           |
| 14-11-2014                                                                | Faro                                                                      | Portogallo                                                                | 1 – 0                                                                     | Armenia                                                                   | Qual. Euro 2016                                                           | -                                                                         |                                                                           |
| 29-3-2015                                                                 | Lisbona                                                                   | Portogallo                                                                | 2 – 1                                                                     | Serbia                                                                    | Qual. Euro 2016                                                           | -1                                                                        |                                                                           |
| 13-6-2015                                                                 | Erevan                                                                    | Armenia                                                                   | 2 – 3                                                                     | Portogallo                                                                | Qual. Euro 2016                                                           | -2                                                                        |                                                                           |
| 4-9-2015                                                                  | Lisbona                                                                   | Portogallo                                                                | 0 – 1                                                                     | Francia                                                                   | Amichevole                                                                | -1                                                                        |                                                                           |
| 7-9-2015                                                                  | Elbasan                                                                   | Albania                                                                   | 0 – 1                                                                     | Portogallo                                                                | Qual. Euro 2016                                                           | -                                                                         |                                                                           |
| 8-10-2015                                                                 | Braga                                                                     | Portogallo                                                                | 1 – 0                                                                     | Danimarca                                                                 | Qual. Euro 2016                                                           | -                                                                         | 83’                                                                       |
| 11-10-2015                                                                | Belgrado                                                                  | Serbia                                                                    | 1 – 2                                                                     | Portogallo                                                                | Qual. Euro 2016                                                           | -1                                                                        |                                                                           |
| 14-11-2015                                                                | Krasnodar                                                                 | Russia                                                                    | 1 – 0                                                                     | Portogallo                                                                | Amichevole                                                                | -1                                                                        |                                                                           |
| 29-3-2016                                                                 | Leira                                                                     | Portogallo                                                                | 2 – 1                                                                     | Belgio                                                                    | Amichevole                                                                | -1                                                                        |                                                                           |
| 2-6-2016                                                                  | Londra                                                                    | Inghilterra                                                               | 1 – 1                                                                     | Portogallo                                                                | Amichevole                                                                | -1                                                                        |                                                                           |
| 8-6-2016                                                                  | Lisbona                                                                   | Portogallo                                                                | 7 – 0                                                                     | Estonia                                                                   | Amichevole                                                                | -                                                                         |                                                                           |
| 14-6-2016                                                                 | Saint-Étienne                                                             | Portogallo                                                                | 1 – 1                                                                     | Islanda                                                                   | Euro 2016 - 1º turno                                                      | -1                                                                        |                                                                           |
| 18-6-2016                                                                 | Parigi                                                                    | Portogallo                                                                | 0 – 0                                                                     | Austria                                                                   | Euro 2016 - 1º turno                                                      | -                                                                         |                                                                           |
| 22-6-2016                                                                 | Lione                                                                     | Ungheria                                                                  | 3 – 3                                                                     | Portogallo                                                                | Euro 2016 - 1º turno                                                      | -3                                                                        |                                                                           |
| 25-6-2016                                                                 | Lens                                                                      | Croazia                                                                   | 0 – 1 dts                                                                 | Portogallo                                                                | Euro 2016 - Ottavi di finale                                              | -                                                                         |                                                                           |
| 30-6-2016                                                                 | Marsiglia                                                                 | Polonia                                                                   | 1 – 1 dts (3 - 5 dtr)                                                     | Portogallo                                                                | Euro 2016 - Quarti di finale                                              | -1                                                                        |                                                                           |
| 6-7-2016                                                                  | Lione                                                                     | Portogallo                                                                | 2 – 0                                                                     | Galles                                                                    | Euro 2016 - Semifinale                                                    | -                                                                         |                                                                           |
| 10-7-2016                                                                 | Saint-Denis                                                               | Portogallo                                                                | 1 – 0 dts                                                                 | Francia                                                                   | Euro 2016 - Finale                                                        | -                                                                         | 120’                                                                      |
| 6-9-2016                                                                  | Basilea                                                                   | Svizzera                                                                  | 2 – 0                                                                     | Portogallo                                                                | Qual. Mondiali 2018                                                       | -2                                                                        |                                                                           |
| 7-10-2016                                                                 | Aveiro                                                                    | Portogallo                                                                | 6 – 0                                                                     | Andorra                                                                   | Qual. Mondiali 2018                                                       | -                                                                         |                                                                           |
| 10-10-2016                                                                | Tórshavn                                                                  | Fær Øer                                                                   | 0 – 6                                                                     | Portogallo                                                                | Qual. Mondiali 2018                                                       | -                                                                         |                                                                           |
| 13-11-2016                                                                | Faro                                                                      | Portogallo                                                                | 4 – 1                                                                     | Lettonia                                                                  | Qual. Mondiali 2018                                                       | -1                                                                        |                                                                           |
| 25-3-2017                                                                 | Lisbona                                                                   | Portogallo                                                                | 3 – 0                                                                     | Ungheria                                                                  | Qual. Mondiali 2018                                                       | -                                                                         |                                                                           |
| 3-6-2017                                                                  | Estoril                                                                   | Portogallo                                                                | 4 – 0                                                                     | Cipro                                                                     | Amichevole                                                                | -                                                                         |                                                                           |
| 9-6-2017                                                                  | Riga                                                                      | Lettonia                                                                  | 0 – 3                                                                     | Portogallo                                                                | Qual. Mondiali 2018                                                       | -                                                                         |                                                                           |
| 18-6-2017                                                                 | Kazan'                                                                    | Portogallo                                                                | 2 – 2                                                                     | Messico                                                                   | Conf. Cup 2017 - 1º turno                                                 | -2                                                                        |                                                                           |
| 21-6-2017                                                                 | Mosca                                                                     | Russia                                                                    | 0 – 1                                                                     | Portogallo                                                                | Conf. Cup 2017 - 1º turno                                                 | -                                                                         |                                                                           |
| 24-6-2017                                                                 | San Pietroburgo                                                           | Nuova Zelanda                                                             | 0 – 4                                                                     | Portogallo                                                                | Conf. Cup 2017 - 1º turno                                                 | -                                                                         |                                                                           |
| 28-6-2017                                                                 | Kazan'                                                                    | Portogallo                                                                | 0 – 0 dts (0 – 3 dtr)                                                     | Cile                                                                      | Conf. Cup 2017 - Semifinale                                               | -                                                                         |                                                                           |
| 2-7-2017                                                                  | Mosca                                                                     | Portogallo                                                                | 2 – 1 dts                                                                 | Messico                                                                   | Conf. Cup 2017 - Finale 3º posto                                          | -1                                                                        |                                                                           |
| 31-8-2017                                                                 | Porto                                                                     | Portogallo                                                                | 5 – 1                                                                     | Fær Øer                                                                   | Qual. Mondiali 2018                                                       | -1                                                                        |                                                                           |
| 3-9-2017                                                                  | Budapest                                                                  | Ungheria                                                                  | 0 – 1                                                                     | Portogallo                                                                | Qual. Mondiali 2018                                                       | -                                                                         |                                                                           |
| 7-10-2017                                                                 | Andorra La Vella                                                          | Andorra                                                                   | 0 – 2                                                                     | Portogallo                                                                | Qual. Mondiali 2018                                                       | -                                                                         |                                                                           |
| 10-10-2017                                                                | Lisbona                                                                   | Portogallo                                                                | 2 – 0                                                                     | Svizzera                                                                  | Qual. Mondiali 2018                                                       | -                                                                         |                                                                           |
| 7-6-2018                                                                  | Lisbona                                                                   | Portogallo                                                                | 3 – 0                                                                     | Algeria                                                                   | Amichevole                                                                | -                                                                         |                                                                           |
| 15-6-2018                                                                 | Soči                                                                      | Portogallo                                                                | 3 – 3                                                                     | Spagna                                                                    | Mondiali 2018 - 1º turno                                                  | -3                                                                        |                                                                           |
| 20-6-2018                                                                 | Mosca                                                                     | Portogallo                                                                | 1 – 0                                                                     | Marocco                                                                   | Mondiali 2018 - 1º turno                                                  | -                                                                         |                                                                           |
| 25-6-2018                                                                 | Saransk                                                                   | Iran                                                                      | 1 – 1                                                                     | Portogallo                                                                | Mondiali 2018 - 1º turno                                                  | -1                                                                        |                                                                           |
| 30-6-2018                                                                 | Soči                                                                      | Uruguay                                                                   | 2 – 1                                                                     | Portogallo                                                                | Mondiali 2018 - Ottavi di finale                                          | -2                                                                        |                                                                           |
| 6-9-2018                                                                  | Lisbona                                                                   | Portogallo                                                                | 1 – 1                                                                     | Croazia                                                                   | Amichevole                                                                | -1                                                                        |                                                                           |
| 10-9-2018                                                                 | Lisbona                                                                   | Portogallo                                                                | 1 – 0                                                                     | Italia                                                                    | UEFA Nations League 2018-2019 - 1º turno                                  | -                                                                         |                                                                           |
| 11-10-2018                                                                | Chorzów                                                                   | Polonia                                                                   | 2 – 3                                                                     | Portogallo                                                                | UEFA Nations League 2018-2019 - 1º turno                                  | -2                                                                        |                                                                           |
| 17-11-2018                                                                | Milano                                                                    | Italia                                                                    | 0 – 0                                                                     | Portogallo                                                                | UEFA Nations League 2018-2019 - 1º turno                                  | -                                                                         | cap.                                                                      |
| 22-3-2019                                                                 | Lisbona                                                                   | Portogallo                                                                | 0 – 0                                                                     | Ucraina                                                                   | Qual. Euro 2020                                                           | -                                                                         |                                                                           |
| 25-3-2019                                                                 | Lisbona                                                                   | Portogallo                                                                | 1 – 1                                                                     | Serbia                                                                    | Qual. Euro 2020                                                           | -1                                                                        |                                                                           |
| 5-6-2019                                                                  | Porto                                                                     | Portogallo                                                                | 3 – 1                                                                     | Svizzera                                                                  | UEFA Nations League 2018-2019 - Semifinale                                | -1                                                                        |                                                                           |
| 9-6-2019                                                                  | Porto                                                                     | Portogallo                                                                | 1 – 0                                                                     | Paesi Bassi                                                               | UEFA Nations League 2018-2019 - Finale                                    | -                                                                         | [ 67 ]                                                                    |
| 7-9-2019                                                                  | Belgrado                                                                  | Serbia                                                                    | 2 – 4                                                                     | Portogallo                                                                | Qual. Euro 2020                                                           | -2                                                                        |                                                                           |
| 10-9-2019                                                                 | Vilnius                                                                   | Lituania                                                                  | 1 – 5                                                                     | Portogallo                                                                | Qual. Euro 2020                                                           | -1                                                                        |                                                                           |
| 11-10-2019                                                                | Lisbona                                                                   | Portogallo                                                                | 3 – 0                                                                     | Lussemburgo                                                               | Qual. Euro 2020                                                           | -                                                                         |                                                                           |
| 14-10-2019                                                                | Kiev                                                                      | Ucraina                                                                   | 2 – 1                                                                     | Portogallo                                                                | Qual. Euro 2020                                                           | -2                                                                        |                                                                           |
| 14-11-2019                                                                | Faro                                                                      | Portogallo                                                                | 6 – 0                                                                     | Lituania                                                                  | Qual. Euro 2020                                                           | -                                                                         |                                                                           |
| 17-11-2019                                                                | Lussemburgo                                                               | Lussemburgo                                                               | 0 – 2                                                                     | Portogallo                                                                | Qual. Euro 2020                                                           | -                                                                         |                                                                           |
| 7-10-2020                                                                 | Lisbona                                                                   | Portogallo                                                                | 0 – 0                                                                     | Spagna                                                                    | Amichevole                                                                | -                                                                         |                                                                           |
| 11-10-2020                                                                | Saint-Denis                                                               | Francia                                                                   | 0 – 0                                                                     | Portogallo                                                                | UEFA Nations League 2020-2021 - 1º turno                                  | -                                                                         |                                                                           |
| 14-10-2020                                                                | Lisbona                                                                   | Portogallo                                                                | 3 – 0                                                                     | Svezia                                                                    | UEFA Nations League 2020-2021 - 1º turno                                  | -                                                                         |                                                                           |
| 14-11-2020                                                                | Lisbona                                                                   | Portogallo                                                                | 0 – 1                                                                     | Francia                                                                   | UEFA Nations League 2020-2021 - 1º turno                                  | -1                                                                        |                                                                           |
| 17-11-2020                                                                | Spalato                                                                   | Croazia                                                                   | 2 – 3                                                                     | Portogallo                                                                | UEFA Nations League 2020-2021 - 1º turno                                  | -2                                                                        |                                                                           |
| 4-6-2021                                                                  | Madrid                                                                    | Spagna                                                                    | 0 – 0                                                                     | Portogallo                                                                | Amichevole                                                                | -                                                                         |                                                                           |
| 15-6-2021                                                                 | Budapest                                                                  | Ungheria                                                                  | 0 – 3                                                                     | Portogallo                                                                | Euro 2020 - 1º turno                                                      | -                                                                         |                                                                           |
| 19-6-2021                                                                 | Monaco di Baviera                                                         | Portogallo                                                                | 2 – 4                                                                     | Germania                                                                  | Euro 2020 - 1º turno                                                      | -4                                                                        |                                                                           |
| 23-6-2021                                                                 | Budapest                                                                  | Portogallo                                                                | 2 – 2                                                                     | Francia                                                                   | Euro 2020 - 1º turno                                                      | -2                                                                        |                                                                           |
| 27-6-2021                                                                 | Siviglia                                                                  | Belgio                                                                    | 1 – 0                                                                     | Portogallo                                                                | Euro 2020 - Ottavi di finale                                              | -1                                                                        |                                                                           |
| 1-9-2021                                                                  | Faro                                                                      | Portogallo                                                                | 2 – 1                                                                     | Irlanda                                                                   | Qual. Mondiali 2022                                                       | -1                                                                        |                                                                           |
| 7-9-2021                                                                  | Baku                                                                      | Azerbaigian                                                               | 0 – 3                                                                     | Portogallo                                                                | Qual. Mondiali 2022                                                       | -                                                                         |                                                                           |
| 12-10-2021                                                                | Faro                                                                      | Portogallo                                                                | 5 – 0                                                                     | Lussemburgo                                                               | Qual. Mondiali 2022                                                       | -                                                                         |                                                                           |
| 11-11-2021                                                                | Dublino                                                                   | Irlanda                                                                   | 0 – 0                                                                     | Portogallo                                                                | Qual. Mondiali 2022                                                       | -                                                                         |                                                                           |
| 14-11-2021                                                                | Lisbona                                                                   | Portogallo                                                                | 1 – 2                                                                     | Serbia                                                                    | Qual. Mondiali 2022                                                       | -2                                                                        |                                                                           |
| 5-6-2022                                                                  | Lisbona                                                                   | Portogallo                                                                | 4 – 0                                                                     | Svizzera                                                                  | UEFA Nations League 2022-2023 - 1º turno                                  | -                                                                         |                                                                           |
| 12-6-2022                                                                 | Lancy                                                                     | Svizzera                                                                  | 1 – 0                                                                     | Portogallo                                                                | UEFA Nations League 2022-2023 - 1º turno                                  | -1                                                                        |                                                                           |
| 17-11-2022                                                                | Lisbona                                                                   | Portogallo                                                                | 4 – 0                                                                     | Nigeria                                                                   | Amichevole                                                                | -                                                                         | cap.                                                                      |
| 23-3-2023                                                                 | Lisbona                                                                   | Portogallo                                                                | 4 – 0                                                                     | Liechtenstein                                                             | Qual. Euro 2024                                                           | -                                                                         |                                                                           |
| 26-3-2023                                                                 | Lussemburgo                                                               | Lussemburgo                                                               | 0 – 6                                                                     | Portogallo                                                                | Qual. Euro 2024                                                           | -                                                                         |                                                                           |
| 21-3-2024                                                                 | Guimarães                                                                 | Portogallo                                                                | 5 – 2                                                                     | Svezia                                                                    | Amichevole                                                                | -2                                                                        |                                                                           |
| Totale                                                                    |                                                                           | Presenze (7º posto)                                                       | 108                                                                       |                                                                           | Reti                                                                      | -89                                                                       |                                                                           |

## Palmarès

### Club

#### Competizioni nazionali
- Coppa del Portogallo: 3

Sporting Lisbona: 2006-2007, 2007-2008, 2014-2015
- Supercoppa di Portogallo: 3

Sporting Lisbona: 2007, 2008, 2015
- Coppa di Lega portoghese: 1

Sporting Lisbona: 2017-2018

#### Competizioni internazionali
- UEFA Conference League: 1

Roma: 2021-2022

### Nazionale
- Campionato d'Europa: 1

Francia 2016
- UEFA Nations League: 1

2018-2019

### Individuale
- Europei Top 11: 1

Francia 2016
- Squadra della stagione della UEFA Europa League: 1

2017-2018
- Squadra della stagione della UEFA Europa Conference League: 1

2021-2022